# Communauté de communes de l'Oriente
La communauté de communes de l'Oriente est une communauté de communes française, située dans le département de la Haute-Corse et la région Corse.

## Composition
La communauté de communes est composée des 22 communes suivantes :

| Nom                  | Code Insee | Gentilé        | Superficie (km2) | Population (dernière pop. légale) | Densité (hab./km2) |
| -------------------- | ---------- | -------------- | ---------------- | --------------------------------- | ------------------ |
| Aléria (siège)       | 2B009      | Aleriacci      | 58,33            | 2 239 (2022)                      | 38                 |
| Aghione              | 2B002      | Aghionais      | 33,88            | 246 (2022)                        | 7,3                |
| Altiani              | 2B012      |                | 18,29            | 54 (2022)                         | 3                  |
| Ampriani             | 2B015      |                | 2,29             | 23 (2022)                         | 10                 |
| Antisanti            | 2B016      | Antisantais    | 47,95            | 579 (2022)                        | 12                 |
| Campi                | 2B053      |                | 4,9              | 19 (2022)                         | 3,9                |
| Canale-di-Verde      | 2B057      | Canalais       | 14,61            | 302 (2022)                        | 21                 |
| Casevecchie          | 2B075      |                | 9,06             | 70 (2022)                         | 7,7                |
| Chiatra              | 2B088      |                | 8,22             | 224 (2022)                        | 27                 |
| Giuncaggio           | 2B126      |                | 16,15            | 81 (2022)                         | 5                  |
| Linguizzetta         | 2B143      |                | 64,79            | 1 134 (2022)                      | 18                 |
| Matra                | 2B155      |                | 6,49             | 52 (2022)                         | 8                  |
| Moïta                | 2B161      | Moïtais        | 5,71             | 62 (2022)                         | 11                 |
| Pancheraccia         | 2B201      | Pancheracciais | 14,35            | 197 (2022)                        | 14                 |
| Pianello             | 2B213      | Pianellais     | 16,73            | 55 (2022)                         | 3,3                |
| Piedicorte-di-Gaggio | 2B218      |                | 27,25            | 109 (2022)                        | 4                  |
| Pietra-di-Verde      | 2B225      |                | 8,79             | 101 (2022)                        | 11                 |
| Pietraserena         | 2B226      |                | 6,72             | 58 (2022)                         | 8,6                |
| Tallone              | 2B320      |                | 68,17            | 281 (2022)                        | 4,1                |
| Tox                  | 2B328      |                | 14,79            | 99 (2022)                         | 6,7                |
| Zalana               | 2B356      | Zalanais       | 13,2             | 151 (2022)                        | 11                 |
| Zuani                | 2B364      | Zuanais        | 5,16             | 37 (2022)                         | 7,2                |

## Démographie
| 1968  | 1975  | 1982  | 1990  | 1999  | 2008  | 2013  | 2019  |
| ----- | ----- | ----- | ----- | ----- | ----- | ----- | ----- |
| 6 143 | 7 747 | 6 790 | 5 932 | 5 698 | 5 734 | 5 946 | 6 024 |